# 1934 w Wojsku Polskim
Kalendarium Wojska Polskiego 1934 – wydarzenia w Wojsku Polskim w roku 1934.

## 1934
- w lecie do eksploatacji w eskadrach myśliwskich polskiego lotnictwa wojskowego zaczęły wchodzić samoloty myśliwskie PZL-11a[1]
- oblatano pierwszy prototyp samolotu rozpoznawczo-bombowego PZL P-23 „Karaś”[1]

## Styczeń
1 stycznia
- w skład Flotylli Pińskiej została włączona Rzeczna Eskadra Lotnicza pod dowództwem porucznika obserwatora Władysława Dawidka

25 stycznia
- minister spraw wojskowych, marszałek Polski Józef Piłsudski:

zmienił nazwę garnizonu Jabłonna na „Legionowo”,
polecił formacjom i instytucjom wojskowym zaopatrywać się w żarówki elektryczne do celów oświetleniowych w firmie Zjednoczona Fabryka Żarówek Spółka Akcyjna z siedzibą w Warszawie przy ulicy Nowowiejskiej 13,
zarządził z dniem 1 stycznia zakup szczoteczek do zębów dla szeregowych i osób zaopatrywanych przez wojsko wyłącznie w Państwowej Wytwórni Prochu w Pionkach koło Radomia, w cenie 25 groszy za sztukę

## Marzec
13 marca
- zlikwidowano poznańską 3 Brygadę Saperów[3]

26 marca
- Minister Spraw Wojskowych zatwierdził wzory i regulaminy odznak pamiątkowych:

33 dywizjonu artylerii lekkiej,
6 pułku artylerii ciężkiej,
4 pułku lotniczego,
oraz ustalił dzień 3 sierpnia dniem święta Batalionu Morskiego.

## Kwiecień
10 kwietnia
- w Stoczni Rzecznej w Modlinie zwodowano trałowiec ORP „Czajka”

24 kwietnia
- Minister spraw Wojskowych[5]:

zmienił datę święta pułkowego 14 pułku piechoty z 15 maja na 27 października,
zatwierdził regulamin odznaki pamiątkowej 77 pułku piechoty

## Maj
6 maja
- początek siódmego rejsu szkolnego ORP „Iskra”

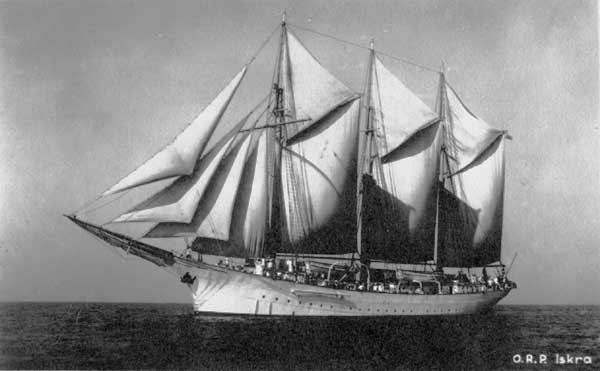
ORP "Iskra"

## Czerwiec
- kapitan pilot Bolesław Orliński na samolocie PZL „Super P-24” ustanowił rekord prędkości dla samolotów myśliwskich z silnikiem gwiazdowym (414 km/h zatwierdzony przez FAI)[1]

20 czerwca
- Minister Spraw Wojskowych[6]:

zatwierdził regulamin odznaki pamiątkowej 14 Dywizji Piechoty
zmienił datę święta pułkowego 17 pułku piechoty z 6 września na 4 czerwca

## Wrzesień
2 września
- ukazało się zarządzenie Ministra Spraw Wojskowych o strefach zakazanych w Polsce dla żeglugi powietrznej[1]

17 września
- Minister Spraw Wojskowych przemianował ORP „Mewa” na ORP „Pomorzanin” oraz nadał nazwy okrętom marynarki wojennej w budowie: stawiaczowi min „Gryf” oraz trawlerom „Jaskółka”, „Mewa”, „Rybitwa” i „Czajka”[7] → trałowce typu Jaskółka
- Minister Spraw Wojskowych[8]:

zatwierdził wzór i regulamin odznaki Szkoły Podchorążych Lotnictwa
zmienił datę święta pułkowego 37 pułku piechoty z 9 września na 26 maja
23 września
- koniec siódmego rejsu szkolnego ORP „Iskra”; okręt zawinął do portów: Cherbourg, Porto, Bizerta, Funchal, Brest

## Listopad
14 listopada
- położono stępkę stawiacza min ORP „Gryf”

22 listopada
- Minister Spraw Wojskowych zmienił datę święta pułkowego 26 pułku piechoty z 17 września na 15 czerwca[9].

## Grudzień
7 grudnia
- Minister Spraw Wojskowych zatwierdził wzór i regulamin odznaki pamiątkowej Batalionu Silnikowego i Batalionu Mostowego oraz ustalił datę święta Batalionu Silnikowego na dzień 10 lutego[10]

29 grudnia
- Minister Spraw Wojskowych[11]:

ustalił datę święta dorocznego wszystkich formacji artylerii przeciwlotniczej na dzień 29 lipca,
zatwierdził wzór i regulamin odznaki pamiątkowej Szkoły Podoficerów Lotnictwa dla Małoletnich,
84 pułkowi piechoty nadał nazwę „84 pułk Strzelców Poleskich”.